# Discodes cowboy
Discodes cowboy är en stekelart som beskrevs av Sugonjaev 1989. Discodes cowboy ingår i släktet Discodes och familjen sköldlussteklar. Inga underarter finns listade i Catalogue of Life.